# Phreatoasellus joianus
Phreatoasellus joianus är en kräftdjursart som först beskrevs av Henry och Guy Magniez 1991.  Phreatoasellus joianus ingår i släktet Phreatoasellus och familjen sötvattensgråsuggor. Inga underarter finns listade i Catalogue of Life.